# Rei de Patones
El rei de Patones era el cap d'una pintoresca monarquia hereditària que, segons cròniques i llegendes, va perviure al poble castellà (avui a la Comunitat de Madrid) de Patones, fins a l'any 1750.
Les llegendes parlen d'una monarquia soposadament mil·lenària, per a alguns d'origen visigot, que hauria aconseguit perviure a l'ocupació musulmana. Fins i tot s'explica que un dels monarques de Patones, va adreçar una carta a Felip II, encapçalada per la frase "Del Rey de Patones, al Rey de España". De finals del segle xvii provenen les primeres referències escrites a la peculiar institució del Rei de Patones. Sembla que les 10 o 12 famílies residents en la localitat acataven l'autoritat d'un ancià al qual donaven el títol de rei i que aquest càrrec era hereditari, tot i que, en la pràctica es tractava més aviat d'una mena d'alcalde o jutge de pau d'origen humil.
Va ser Carles III, qui va posar fi a la dinastia "patonera" al negar-se aquests a pagar uns impostos. L'any 1750 el poble va sol·licitar al Duc d'Uceda el nomenament d'una "justícia" o alcalde pedani.
El primer escrit on es fa al·lusió al Rei de Patones és de 1653, quan es va entrevistar amb el Cardenal Baltasar Moscoso y Sandoval per a sol·licitar la construcció de l'ermita. Al llarg del segle xviii, la llegenda del Rei de Patones és donada per certa en nombrosos llibres, un dels més coneguts és el "Viaje de España" d'Antonio Ponz.